# Чевкины
Че́вкины — древний русский дворянский род, из рязанских бояр.
При подаче документов (03 апреля 1682) для внесения рода в Бархатную книгу, была предоставлена родословная роспись Чевкиных.
Род записан в VI часть родословной книги Рязанской губернии.

## Происхождение и история рода
Имеется две версии происхождения рода:
1. Род ведёт своё происхождение от косожского князя Редеди (1022). Дети сего князя названные по крещении Юрием и Романом, находились на службе у великого князя. Роман Редедич женился на дочери Мстислава Владимировича и является внуком Владимира Святославича. Правнук Романа Редегича, Михаил Юрьевич Сорокоум, имел сына Глеба, от коего пошли: Колтовские, Лупандины, Ушаковы и Лопухины. Правнук Глеба Михайловича, Василий Леонтьевич Сувор, имел сына в XI колене, Андрея Васильевича Чевка Глебова[4] который стал родоначальником Чевкиных[5]. Чевкин Нефёд - писец (1492).
2. Род ведёт своё начало от выходца из Касуйской Орды и  своё название получили от одного из потомков, который прозывался Чевка[6][7].

В великом рязанском княжестве, до присоединения его к московскому княжеству (1521), записаны рязанские бояре Чевкины.
Чевкин Юрий Андреевич  воевода в Ряском городе (1556-1558), на Рязани (1564 и 1584), у Рязанских засек (1596-1604), Степан Юрьевич воевода Михайлова (1598), осадный голова в Туле (1620).

## Князья Чевкины
Существовала и мусульманская ветвь рода, которая имела титул князей. Выписка из списка жителей деревни Бигеево Узинского стана Пензенского уезда Пензенской губернии, (2-я ревизия 1747—1762): «Тимошна мурза Умралеев сын князь Чевкин; Уразмет мурза Досма(ч)ев сын князь Чевкин, 1704 г.р.»
В списке показаны только главы семей. Княжеский титул официально использовался только мусульманской ветвью рода Чевкиных.

## Описание герба
В щите, имеющем серебряное поле, находится красный гриф, обращенный в правую сторону.
На щите дворянский коронованный шлем. На поверхности короны находится шапка с горностаевой опушкой и павлиньими перьями. Намёт на щите серебряный, подложенный красным. Герб рода Чевкиных внесен в Часть 9 Общего гербовника дворянских родов Всероссийской империи, стр. 8.

## Известные представители
- Чевкин Фёдор Иванович — сеунч, прислан из Михайлова с вестью о поражении татар (1614).
- Чевкин Пётр Степанович — воевода в Михайлове (1619),  в Большом полку (1620-1623), рязанский городовой дворянин (1627-1629).
- Чевкин Василий Петрович — подписался под грамотою об избрании царя Михаила Фёдоровича Романова (1613), воевода в Переславле-Рязанском (1617-1620), Пронске (1621), в Михайлове (1622-1623), у Воския засека (1637-1638), приглашен к столу государя (1626-1631), рязанский дворянин (1627-1629), московский дворянин (1636-1640).
- Чевкин Юрий Самсонович — рязанский городовой дворянин (1627-1629).
- Чевкин Иван Самсонович — рязанский городовой дворянин (1627-1629), московский дворянин (1636-1640), воевода у Воския засека (1637-1638), встречал кизыльбашского посла (1639), послан в Уфу воевать калмыцких людей (1643), воевода в Кевроли и на Мезени (1646), сопровождал царицу в путешествии по окрестностям столицы (1652).
- Чевкин Назарий Иванович — сопровождал царя по окрестностям столицы (1650-1651), стряпчий (1658-1676), стольник (1678).
- Чевкин Петр Васильевич — стряпчий (1658), московский дворянин (1677).
- Чевкин Пётр Назарьевич — стольник царицы Евдокии Федоровны (1686-1692).
- Чевкины: Василий Иванович, Александр Борисович — стряпчие (1691)
- Чевкины: Тимофей Иванович, Григорий Яковлевич, Иван Лаврентьевич, Антон Никитич, Борис Юрьевич — московские дворяне (1668-1692).
- Чевкины: Тихон Борисович, Иван Назарьевич, Логин Иванович — стольники (1676-1692)[8][9].
- Чевкин Наум Григорьевич — стольник (1687-1692), офицер Преображенского полка, любимец Петра Великого.
- Чевкин Захар Елисеевич — гренадер Ямбургского драгунского полка, участник шведского похода (1741).
- Чевкин Владимир Иванович, генерал-майор, подольский губернатор.
- Чевкин Константин Владимирович — государственный и военный деятель, генерал от инфантерии, министр путей сообщения (ум. 1875)[5][10].